# بيئة مادية للخدمة

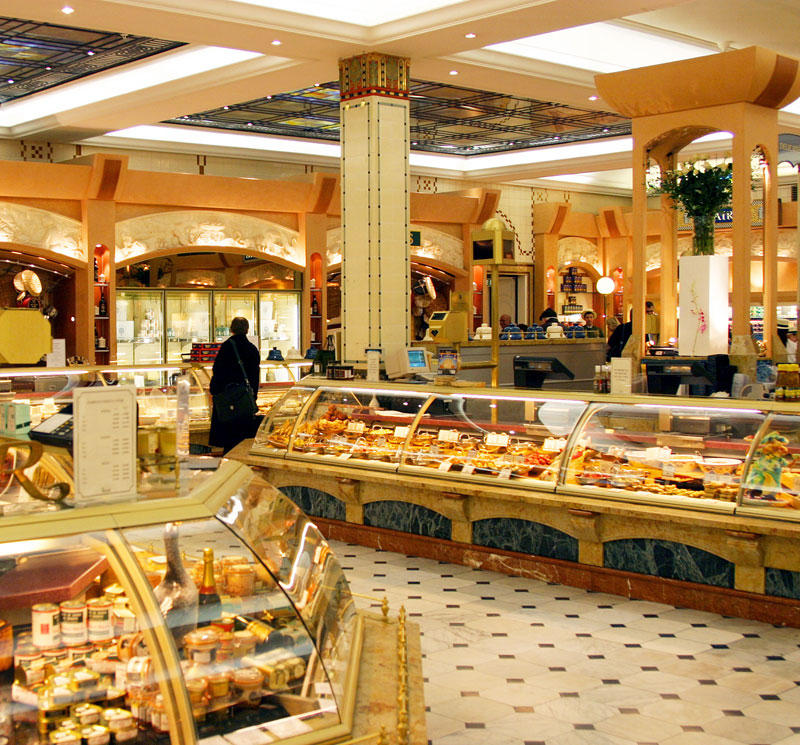

البيئة المادية للخدمة هو مفهوم قام بتطويره كل من بوومز وبتنر  لإبراز أثر البيئة المادية التي يتم فيها تقديم الخدمة. ويمكن أن يساعد مفهوم البيئة المادية للخدمة في تقييم الفرق في خبرات العملاء بين مطعم للوجبات السريعة له سلاسل وفروع ومطعم صغير تديره عائلة. وفي حين أن نوعية الغذاء قد تكون هي نفسها فقد يرى العملاء جودة عالية في المطعم الأخير أكثر من الأول استنادًا على البيئة التي تقدم فيها الخدمة.
عرف بوومز وبيتنر البيئة المادية للخدمات على أنها «البيئة التي يتم تجميع الخدمة بها والتي بها البائع والعملاء في تفاعل جنبًا إلى جنب مع السلع الملموسة التي تسهل تنفيذ أو توصيل خدمة».:36
وتشمل البيئة المادية للخدمة العوامل الخارجية للمنشأة (المناظر الطبيعية والتصميم الخارجي واللافتات وأماكن انتظار السيارات والبيئة المحيطة) والعوامل الداخلية (التصميم الداخلي والديكور والمعدات واللافتات والتخطيط العام ونوعية الهواء ودرجة الحرارة وأجواء الراحة).
وقد أصبح مفهوم البيئة المادية للخدمة، منذ طرحه، عاملًا رئيسيًا في العديد من الدراسات التسويقية;